# Schapen
Schapen település Németországban, azon belül Alsó-Szászország tartományban. Lakosainak száma 2496 fő (2023. december 31.). Schapen Beesten, Freren, Hopsten, Hörstel, Spelle és Lünne községekkel határos.

## Népesség
A település népességének változása:
| Lakosok száma | 2355 | 2368 | 2395 | 2455 | 2497 | 2496 |
|               | 2016 | 2017 | 2019 | 2021 | 2022 | 2023 |